# 境界駅
境界駅（きょうかいえき）とは、何らかの異なる区域間の境界となる鉄道の駅である。
鉄道事業者間の境界駅では乗務員の交代が行われることが多い。
日本国内における代表的な境界駅の定義としては、以下のものが挙げられる。
- JR各社の営業エリアの境界となる駅
- JRと私鉄、公営交通と私鉄、私鉄同士など、異なる鉄道事業者間の境界となる駅
- 鉄道路線間の境界となる駅
- 電化、非電化区間の境界となる駅
- 単線と複線の境界となる駅。同時に閉塞区間の境界となることもある
- ICカード乗車券の各エリア間

## JR旅客各社間の境界駅

### 在来線
- 2022年（令和4年）現在、境界駅を跨がって運行される（会社間にわたり直通運転される）列車がある駅は太字

#### JR北海道とJR東日本
- 中小国駅（海峡線：奥津軽いまべつ駅との間にある新中小国信号場が線路上の境界）
  - ※JR東日本の管轄駅。ただし、2016年（平成28年）3月26日のダイヤ改正で海峡線を通る定期の在来線旅客列車は廃止され、現在はTRAIN SUITE 四季島等の団体・不定期旅客列車及び貨物列車のみが運行されている

#### JR東日本とJR東海
- 国府津駅（御殿場線：下曽我駅との間にある国府津駅上り第一場内信号機が線路上の境界）
- 熱海駅（東海道本線：函南駅との間にある伊東線来宮駅上り場内信号機が線路上の境界）
- 甲府駅（身延線：金手駅との間にある甲府駅下り第一場内信号機が線路上の境界）
- 辰野駅（飯田線：宮木駅との間にある辰野駅上り場内信号機が線路上の境界）
- 塩尻駅（中央本線：洗馬駅との間にある塩尻駅上り場内信号機が線路上の境界）
  - ※国府津駅・甲府駅・辰野駅・塩尻駅はJR東日本の管轄駅
  - ※熱海駅のうち在来線部分をJR東日本が、東海道新幹線をJR東海が管轄する

#### JR東日本とJR西日本
- 南小谷駅（大糸線：中土駅との間にある南小谷駅上り場内信号機が線路上の境界）
  - ※JR東日本の管轄駅

#### JR東海とJR西日本
- 米原駅（東海道本線：醒ケ井駅との間にある下り第一閉塞信号機が線路上の境界）
- 猪谷駅（高山本線：杉原駅との間にある猪谷駅下り場内信号機が線路上の境界）
- 亀山駅（関西本線：関駅との間にある亀山駅上り場内信号機が線路上の境界）
- 新宮駅（紀勢本線：鵜殿駅との間にある新宮駅下り場内信号機が線路上の境界）
  - ※亀山駅はJR東海の管轄駅。猪谷駅・新宮駅はJR西日本の管轄駅
  - ※米原駅のうち在来線部分をJR西日本が、東海道新幹線をJR東海が管轄する

#### JR西日本とJR四国
- 児島駅（本四備讃線（瀬戸大橋線）：宇多津駅との間にある児島駅上り場内信号機が線路上の境界）
  - ※JR西日本の管轄駅

#### JR西日本とJR九州
- 下関駅（山陽本線：下関駅 - 門司駅間にある関門トンネル下関側入口付近に設置された、下関駅上り第一場内信号機が線路上の境界）
  - ※JR西日本の管轄駅

### 新幹線
- 2022年（令和4年）現在、東京駅以外は境界駅を跨がって運行される（会社間にわたり直通運転される）列車がある。

（新幹線と在来線のみの管轄境界はここでは記載しない）

#### JR北海道とJR東日本
- 新青森駅（東北新幹線・北海道新幹線：新青森駅 - 奥津軽いまべつ駅間にある車両分岐点が線路上の境界）
  - ※JR東日本の管轄駅

#### JR東日本とJR東海
- 東京駅（東海道新幹線・東北新幹線）
  - ※東海道新幹線をJR東海が、東北新幹線及び在来線をJR東日本が管轄する。両新幹線の線路はつながっていない

#### JR東日本とJR西日本
- 上越妙高駅（北陸新幹線）
  - ※新幹線部分をJR東日本が、在来線部分をえちごトキめき鉄道が管轄する

#### JR東海とJR西日本
- 新大阪駅（東海道新幹線・山陽新幹線：新大阪駅 - 新神戸駅間にある新大阪駅のATC第1場内地上信号機が線路上の境界）
  - ※新幹線部分をJR東海が、在来線部分をJR西日本が管轄する

#### JR西日本とJR九州
- 博多駅（山陽新幹線・九州新幹線：博多駅 - 新鳥栖駅間にある博多総合車両所・博多南駅[注釈 1]への分岐点が線路上の境界）
  - ※新幹線部分をJR西日本が、在来線部分をJR九州が管轄する

## JR・私鉄・地下鉄の境界駅

### 東京地下鉄と各私鉄およびJR東日本
東武鉄道
- 北千住駅（東武伊勢崎線・東京メトロ日比谷線 東武鉄道の管轄駅）
  - ※東京メトロ千代田線は、東京地下鉄が管理

- 押上駅（東武伊勢崎線・東京メトロ半蔵門線 東京地下鉄の管轄駅）
- 和光市駅（東武東上線・東京メトロ有楽町線と副都心線 東武鉄道の管轄駅）

西武鉄道
- 小竹向原駅（西武有楽町線・東京メトロ有楽町線と副都心線 東京地下鉄の管轄駅）

小田急電鉄
- 代々木上原駅（小田急小田原線・東京メトロ千代田線 小田急電鉄の管轄駅）

東急電鉄
- 渋谷駅（東急田園都市線・東京メトロ半蔵門線、東急東横線・東京メトロ副都心線 いずれも東急電鉄の管轄駅）
  - ※田園都市線・地下鉄半蔵門線渋谷駅はかつては東京地下鉄が管理していたが、2007年12月2日より東急電鉄が管理
  - ※東京メトロ銀座線は東京地下鉄が管理

- 目黒駅（東急目黒線・東京メトロ南北線・都営地下鉄三田線 東急電鉄の管轄駅）

東京都交通局（都営地下鉄）
- 白金高輪駅（東京メトロ南北線・都営地下鉄三田線 東京地下鉄の管轄駅）
  - ※目黒駅 - 白金高輪駅間は東京メトロ南北線・都営地下鉄三田線の線路共用区間（共用区間内にある白金台駅は東京地下鉄の管轄駅）

東日本旅客鉄道
- 綾瀬駅（常磐線・東京メトロ千代田線 東京地下鉄の管轄駅）
- 西船橋駅（総武本線・東京メトロ東西線 JR東日本の管轄駅）
  - ※ただし、2007年3月18日より改札は分離（JR東日本が管理）。東西線・東葉高速線ホームの係員のみ東京地下鉄が担当

- 中野駅（中央本線・東京メトロ東西線 JR東日本の管轄駅）

その他
- 西船橋駅（東京メトロ東西線・東葉高速鉄道東葉高速線 JR東日本の管轄駅）
  - ※地下鉄構内ホーム係員は東京地下鉄が担当

- 赤羽岩淵駅（東京メトロ南北線・埼玉高速鉄道埼玉高速鉄道線 東京地下鉄の管轄駅）

### 東京都交通局（都営地下鉄）と各私鉄
京成電鉄
- 押上駅（京成押上線・都営地下鉄浅草線 京成電鉄の管轄駅）

京浜急行電鉄
- 泉岳寺駅（京急本線・都営地下鉄浅草線 東京都交通局の管轄駅）

東急電鉄
- 目黒駅（東急目黒線・都営地下鉄三田線・東京メトロ南北線 東急電鉄の管轄駅）

京王電鉄
- 新宿駅（新線）（いわゆる京王新線・都営地下鉄新宿線 京王電鉄の管轄駅）
  - ※ただし、改札内で連絡している都営地下鉄大江戸線は東京都交通局が管理

### 京都市交通局と各私鉄
京都市交通局と近畿日本鉄道
- 竹田駅（京都市営地下鉄烏丸線・近鉄京都線 京都市交通局の管轄駅）

京都市交通局と京阪電気鉄道
- 御陵駅（京都市営地下鉄東西線・京阪京津線 京都市交通局の管轄駅）

### 大阪市高速電気軌道(Osaka Metro)と各私鉄
大阪市高速電気軌道（Osaka Metro）と北大阪急行電鉄
- 江坂駅（Osaka Metro御堂筋線・北大阪急行電鉄南北線 Osaka Metroの管轄駅）

大阪市高速電気軌道（Osaka Metro）と近畿日本鉄道
- 長田駅（Osaka Metro中央線・近鉄けいはんな線 Osaka Metroの管轄駅）

大阪市高速電気軌道（Osaka Metro）と阪急電鉄
- 天神橋筋六丁目駅（Osaka Metro堺筋線・阪急千里線 Osaka Metroの管轄駅）

### 名古屋市交通局（名古屋市営地下鉄）と各私鉄
名古屋市交通局（名古屋市営地下鉄）と名古屋鉄道
- 上小田井駅（名鉄犬山線・名古屋市営地下鉄鶴舞線 名古屋鉄道の管轄駅）
- 赤池駅（名古屋市営地下鉄鶴舞線・名鉄豊田線 名古屋市交通局の管轄駅）
- 上飯田駅（名鉄小牧線・名古屋市営地下鉄上飯田線 名古屋鉄道の管轄駅で上飯田連絡線株式会社所有）
  - ※上飯田駅での乗務員交代はなく、名古屋鉄道犬山乗務区の乗務員が終点の平安通駅まで直通乗務する

### JRと私鉄
- 伊東駅（JR東日本伊東線と伊豆急行 JR東日本の管轄駅）
- 大月駅（JR東日本中央本線と富士山麓電気鉄道富士急行線）
  - ※直通列車は、JR東日本管轄ホームより発着
- 栗橋駅（JR東日本東北本線（宇都宮線）と東武鉄道日光線）
  - ※JR東日本・東武鉄道が共同運行する特急（スペーシア）日光・きぬがわのみ
  - ※下り列車は栗橋駅構内で乗務員交代後、構内の連絡線で東武線に入る。上り列車は逆の順序で行う。客扱いは行わない。
- 羽沢横浜国大駅（相模鉄道相鉄新横浜線とJR東日本東海道本線（相鉄線直通列車） 相模鉄道の管轄駅）
- 松田駅（JR東海御殿場線と小田急電鉄小田原線 JR東海の管轄駅）
  - ※特急ロマンスカーふじさんのみ。小田急電鉄では運賃計算上新松田駅と同一駅として扱う
- 三島駅（JR東海東海道本線と伊豆箱根鉄道駿豆線）
  - ※特急踊り子のみ。JR東海管轄ホームより発着
- 姪浜駅（福岡市交通局空港線とJR九州筑肥線 福岡市交通局の管轄駅）

### 私鉄同士
小田急電鉄と小田急箱根
- 小田原駅（小田急電鉄小田原線と小田急箱根鉄道線 小田急の管轄駅）
  - ※直通列車については、小田原駅での乗務員交代はなく小田急電鉄の乗務員が終点の箱根湯本駅まで乗務する

西武鉄道と秩父鉄道
- 西武秩父駅（西武鉄道秩父線と秩父鉄道秩父本線。西武鉄道側から秩父鉄道三峰口駅方面行きの境界 西武鉄道の管轄駅）
- 御花畑駅（秩父鉄道秩父本線と西武秩父線。西武鉄道側から秩父鉄道長瀞駅方面行きの境界 秩父鉄道の管轄駅）

東急電鉄と相模鉄道
- 新横浜駅（相模鉄道相鉄新横浜線と東急電鉄東急新横浜線 両社の共同管轄駅）

近畿日本鉄道と阪神電気鉄道
- 大阪難波駅（近鉄難波線・阪神なんば線 近畿日本鉄道の管轄駅）
  - ※運行上の境界は隣の桜川駅（阪神電気鉄道の管轄駅で西大阪高速鉄道株式会社所有）であり、桜川駅で乗務員交替となる

阪急電鉄と能勢電鉄
- 川西能勢口駅（阪急宝塚線・能勢電鉄妙見線 阪急電鉄の管轄駅）

山陽電気鉄道と阪神電気鉄道
- 西代駅（山陽電鉄本線・阪神神戸高速線 山陽電気鉄道の管轄駅。阪神神戸高速線は神戸高速鉄道の所有）
  - ※なお、両線を直通する直通特急、特急の乗務員交代は当駅ではなく高速神戸駅で行う

### JR・私鉄と第三セクターの境界駅
※原則としてレールがつながる2社（線）の起点・終点となるもの、または乗り入れを行うものを記載。
電化・非電化の境界駅と重複するもの、レールがつながっていても通常乗り入れを行わない鉄道事業者間の境界駅（長津田駅・東急田園都市線と横浜高速鉄道こどもの国線など）は省略。関係する鉄道事業者のうち、直通列車が到着するホームを管理する事業者を太字に記す。鉄道事業者が複数の路線を現有またはかつて有していた場合は事業者名のほかに路線名も掲載。JRのみ事業者名を略称とした。
- 五稜郭駅（JR北海道函館本線と道南いさりび鉄道）
- 野辺地駅（青い森鉄道とJR東日本大湊線）
- 目時駅（青い森鉄道とIGRいわて銀河鉄道）
- 好摩駅（IGRいわて銀河鉄道とJR東日本花輪線）
- 盛岡駅（JR東日本東北本線とIGRいわて銀河鉄道）
- 名取駅（JR東日本東北本線と仙台空港鉄道）
- 槻木駅（JR東日本東北本線と阿武隈急行）
- 西若松駅（JR東日本只見線と会津鉄道）
- 会津高原尾瀬口駅（会津鉄道と野岩鉄道）
- 新藤原駅（野岩鉄道と東武鬼怒川線）
- 六日町駅（JR東日本上越線と北越急行）
- 犀潟駅（JR東日本信越本線と北越急行）
- 直江津駅（えちごトキめき鉄道妙高はねうまライン・日本海ひすいラインとJR東日本信越本線）
- 市振駅（えちごトキめき鉄道日本海ひすいラインとあいの風とやま鉄道）
- 高岡駅（あいの風とやま鉄道とJR西日本城端線・氷見線）
- 倶利伽羅駅（IRいしかわ鉄道とあいの風とやま鉄道）
- 津幡駅（IRいしかわ鉄道とJR西日本七尾線）
- 大聖寺駅（IRいしかわ鉄道とハピラインふくい）
- 越前花堂駅（ハピラインふくいとJR西日本越美北線）
- 田原町駅（福井鉄道福武線とえちぜん鉄道三国芦原線）
- 篠ノ井駅（JR東日本信越本線としなの鉄道線）
- 豊野駅（しなの鉄道北しなの線とJR東日本飯山線）
- 東成田駅（京成東成田線と芝山鉄道）
  - ※東成田駅での乗務員交代はなく、京成電鉄の乗務員が終点の芝山千代田駅まで直通乗務する
- 京成高砂駅（京成本線と北総鉄道）
  - ※京成高砂駅 - 小室駅間は北総鉄道が第一種鉄道事業者。
- 小室駅（北総鉄道と千葉ニュータウン鉄道）
  - ※小室 - 印旛日本医大間は北総鉄道が第二種鉄道事業者、千葉ニュータウン鉄道が第三種鉄道事業者
- 印旛日本医大駅（千葉ニュータウン鉄道と成田高速鉄道アクセス成田新高速鉄道線）
  - ※成田高速鉄道アクセスは、印旛日本医大駅 - 成田湯川駅 - 成田空港高速鉄道接続点[注釈 3]間の第三種鉄道事業者
  - ※京成高砂 - 小室 - 印旛日本医大 - 成田空港駅間（京成成田空港線（愛称・成田スカイアクセス））は京成電鉄が第二種鉄道事業者
- 大崎駅（JR東日本埼京線と東京臨海高速鉄道）
- 横浜駅（東急東横線と横浜高速鉄道みなとみらい線）
  - ※横浜駅での乗務員交代はなく、東急電鉄の乗務員が終点の元町・中華街駅まで直通乗務する
- 高蔵寺駅（JR東海中央本線と愛知環状鉄道）
- 河原田駅（JR東海関西本線と伊勢鉄道）
- 津駅（JR東海紀勢本線と伊勢鉄道）
- 福知山駅（JR西日本山陰本線・福知山線と北近畿タンゴ鉄道（京都丹後鉄道）宮福線）
- 上郡駅（JR西日本山陽本線と智頭急行）
- 智頭駅（JR西日本因美線と智頭急行）
- 郡家駅（JR西日本因美線と若桜鉄道）
- 清音駅（JR西日本伯備線と井原鉄道）
  - ※清音 - 総社駅間については、JR西日本が第一種鉄道事業者であり、井原鉄道とJR貨物が第二種鉄道事業者である。
- 神辺駅（JR西日本福塩線と井原鉄道）
- 川西駅（JR西日本岩徳線と錦川鉄道）
- 後免駅（JR四国土讃線と土佐くろしお鉄道阿佐線 ※通称ごめん・なはり線）
- 窪川駅（JR四国土讃線と土佐くろしお鉄道中村線）
- 若井駅（土佐くろしお鉄道中村線とJR四国予土線）
  - ※若井 - 荷稲駅間にある川奥信号場が線路上の境界
- 八代駅（JR九州鹿児島本線と肥薩おれんじ鉄道）
- 川内駅（JR九州鹿児島本線と肥薩おれんじ鉄道）

## 電化・非電化の境界駅
※原則として同一路線上、またはレールがつながる2線の起終点となる電化・非電化境界駅を記載
JR北海道
- 北旭川駅（宗谷本線） 貨物駅。北旭川駅に隣接する旭川運転所まで電化されており、当駅以北稚内駅まで非電化。北旭川駅構内は非電化
- 小樽駅・新函館北斗駅（函館本線） 小樽駅 - 長万部駅 - 新函館北斗駅間は非電化
- 沼ノ端駅（室蘭本線） 同駅から岩見沢駅まで非電化
- 東室蘭駅（室蘭本線） 同駅から長万部駅まで非電化

JR東日本
- 中小国駅（津軽線） 中小国駅に隣接する新中小国信号場から三厩駅まで非電化
- 院内駅・新庄駅（奥羽本線） 院内駅 - 新庄駅間は非電化
- 会津若松駅（磐越西線） 同駅から新津駅まで非電化
- 鹿島サッカースタジアム駅（鹿島線） 非電化の鹿島臨海鉄道との境界駅
- 高麗川駅（八高線） 同駅から北藤岡駅北側の高崎線分岐点（倉賀野駅 - 北藤岡駅間にある）まで非電化
- 南小谷駅（大糸線） 同駅から糸魚川駅まで非電化。JR西日本との境界駅

JR東海
- 亀山駅（関西本線） 亀山駅 - 加茂駅（京都府）は非電化。JR西日本との境界駅

JR西日本
- 和倉温泉駅（七尾線） 同駅から穴水駅まで（のと鉄道七尾線の項を参照）非電化。のと鉄道との営業上の境界駅
- 加茂駅（関西本線） 加茂駅 - 亀山駅は非電化
- 新宮駅（紀勢本線） 同駅から亀山駅まで非電化。JR東海との境界駅
- 城崎温泉駅・伯耆大山駅（山陰本線） 城崎温泉駅 - 伯耆大山駅は非電化
- 西出雲駅（山陰本線） 同駅から幡生駅まで非電化
- 寺前駅（播但線） 同駅から和田山駅まで非電化
- 府中駅（福塩線）同駅から塩町駅まで非電化
- 後藤駅（境線）同駅から境港駅まで非電化

JR四国
- 高松駅（予讃線） 電化されている予讃線の起点駅であり、接続する高徳線は非電化
- 伊予市駅（予讃線） 同駅から宇和島駅まで非電化
- 琴平駅（土讃線） 同駅から窪川駅まで非電化

JR九州
- 折尾駅（筑豊本線） 同駅から若松駅まで非電化
- 桂川駅（筑豊本線） 同駅から原田駅まで非電化
- 唐津駅（唐津線） 同駅から久保田駅まで非電化
- ハウステンボス駅（大村線） 同駅から諫早駅まで非電化
- 肥後大津駅（豊肥本線） 同駅から大分駅まで非電化
- 田吉駅（日南線） 同駅から志布志駅まで非電化
- 肥前浜駅（長崎本線) 同駅から長崎駅まで非電化

JR以外
- 会津田島駅（会津鉄道） 同駅から西若松駅まで非電化
- アプトいちしろ駅・長島ダム駅（大井川鐵道井川線） アプトいちしろ駅 - 長島ダム駅の1駅間のみ電化しており、それ以外の井川線は非電化
- 宮津駅・天橋立駅（北近畿タンゴ鉄道宮津線（京都丹後鉄道宮舞線、宮豊線） 宮舞線西舞鶴駅から宮津駅、宮豊線天橋立駅から豊岡駅まで非電化